# Skalice (Basse-Silésie)
Pour les articles homonymes, voir Skalice.
Skalice est une localité polonaise de la gmina de Ziębice, située dans le powiat de Ząbkowice Śląskie en voïvodie de Basse-Silésie.